# Alessandro Garcia
Alessandro Garcia (Petrópolis, 1984) é um professor e youtuber brasileiro. É graduado em Ciências Sociais pela UFRJ e tem Mestrado e Doutorado em Sociologia. Fundou o movimento católico Oficina de Valores, sendo bastante atuante no cenário educacional e religioso de Petrópolis. Trabalha no campus de Maricá do Instituto Federal Fluminense e é criador do canal de YouTube Ministério dos Quadrinhos.

## Tragédia em Petrópolis
Em 15 de fevereiro de 2022, devido às enchentes e deslizamentos de terra em Petrópolis, Alessandro perdeu sua esposa, Carolina da Silva, e seus filhos, Bento, de 5 anos, e Sophia, de 1 ano e 6 meses. Alessandro foi o único a sobreviver, com ferimentos nas pernas. A tragédia, que vitimou 241 pessoas, foi uma das mais trágicas da história do município fluminense.
Uma grande corrente de solidariedade foi organizada por fãs de quadrinhos de todo o Brasil na divulgação de vídeos pedindo ajuda para a localização da família de Alessandro. Após a descoberta dos corpos de seus familiares, diversos canais de quadrinhos, tais como Universo HQ, Pipoca & Nanquim e Comix Zone, entre diversos outros sites e influenciadores ligados às HQs, iniciaram uma campanha para arrecadação de dinheiro visando ajudar o professor a reconstruir sua vida após a tragédia.
Algumas semanas depois desses acontecimentos, Alessandro resolveu homenagear a memória de sua família criando o Projeto Borboleta Azul, destinado a treinar e capacitar cuidadores, profissionais e demais pessoas que convivem com autistas, como era o caso de seu filho mais velho. O nome do projeto surgiu porque, quando o corpo de Bento foi encontrado, havia uma borboleta azul sobre ele, que só voou quando foi retirado. Como azul também é a cor símbolo do autismo, Alessandro considerou isso como algo bastante especial.

## Prêmios e homenagens
Em 2022, por seu trabalho com o canal Ministério dos Quadrinhos, Alessandro ganhou o Troféu Jayme Cortez, categoria do Prêmio Angelo Agostini que homenageia pessoas ou instituições que tenham dado apoio ao quadrinho brasileiro.